# Опака (Болгарія)
Опака́ (болг. Опака) — місто в Тирговиштській області Болгарії. Адміністративний центр общини Опака.

## Населення
За даними перепису населення 2011 року у місті проживали 2833 особи.
Національний склад населення міста:
| Національність   | Кількість осіб | Відсоток |
| ---------------- | -------------- | -------- |
| турки            | 1441           | 58,4%    |
| болгари          | 1018           | 41,2%    |
| не визначились   | 5              | 0,2%     |
| Всього відповіли | 2468           |          |

Розподіл населення за віком у 2011 році:
Динаміка населення: